# Phumosia bitincta
Phumosia bitincta este o specie de muște din genul Phumosia, familia Calliphoridae, descrisă de Villeneuve în anul 1915.
Este endemică în Madagascar. Conform Catalogue of Life specia Phumosia bitincta nu are subspecii cunoscute.